# 岡崎市立千万町小学校
岡崎市立千万町小学校（おかざきしりつ ぜまんじょしょうがっこう）は、かつて愛知県岡崎市にあった公立小学校。

## 概要

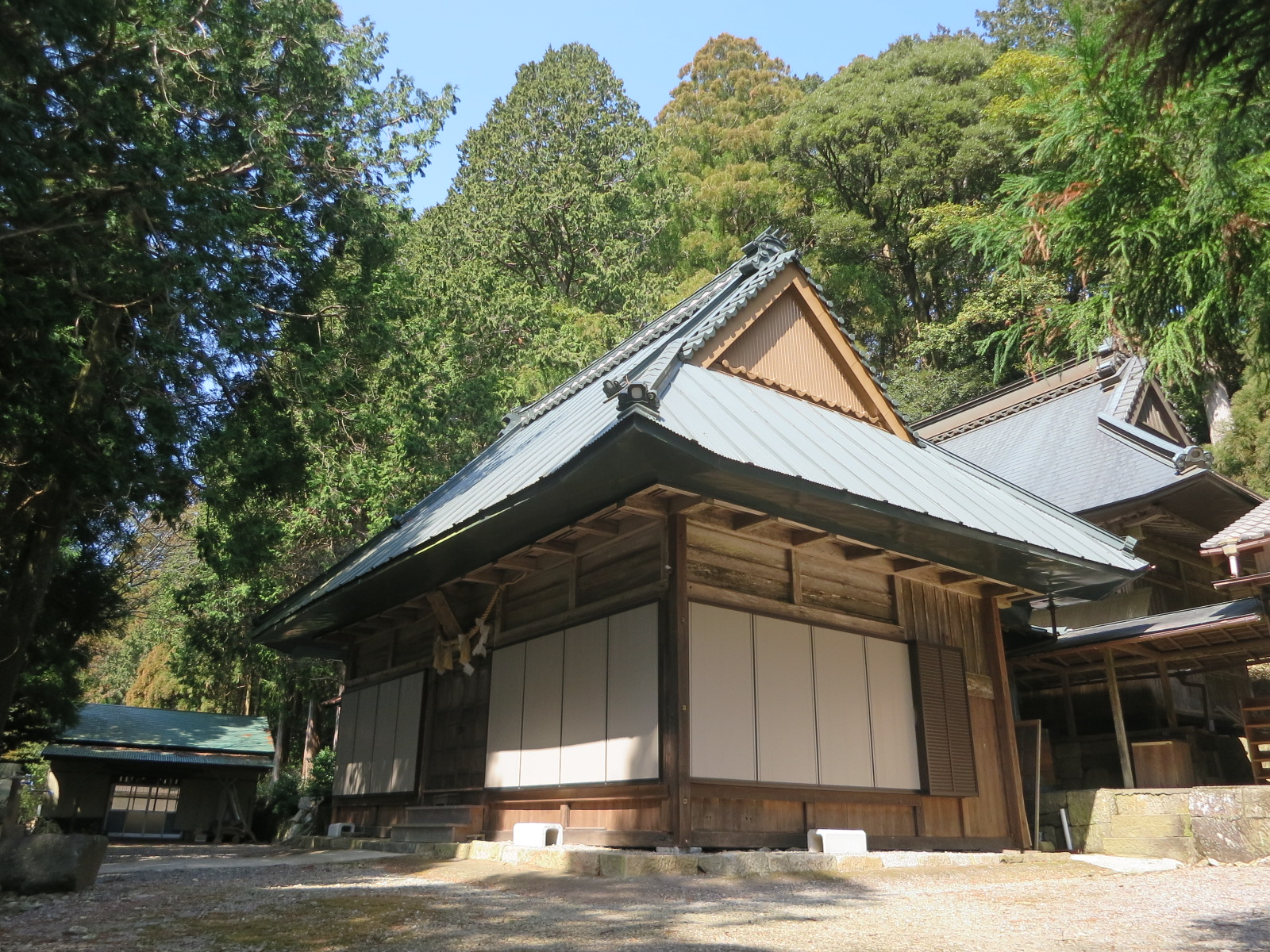
旧校舎に隣接する八剱神社

2010年4月に岡崎市立宮崎小学校へ統合された。統合時の全校児童数は5名だった。
現在、旧校舎は「千万町・木下ふるさとづくり委員会」が運営する「千万町楽校」として使用されている。
2022年11月10日から11月13日にかけて、世界ラリー選手権第13戦として、ラリージャパンが愛知県（豊田市・岡崎市・新城市・設楽町）と岐阜県（中津川市・恵那市）の6市町で開催。12日、「千万町楽校」南側の車道において、SS（スペシャルステージ）のレースが2回行われることとなった。